# Eric Kohn
Eric Kohn (* in Texas) ist ein US-amerikanischer Filmkritiker. Seit 2009 ist er als Chefkritiker von IndieWire tätig und ist zudem stellvertretender Herausgeber des Online-Filmmagazins mit Schwerpunkt Independent-Filme.

## Leben
Eric Kohn wurde in Texas geboren und wuchs in Seattle auf. Nach seinem Bachelor- und Master-Abschluss in Filmwissenschaften an der NYU begann Kohn 2007 für das Online-Filmmagazin IndieWire zu arbeiten. Zwei Jahre später wurde er zum Chefkritiker von IndieWire ernannt und 2011 zum Senior Editor befördert. Seine Beiträge erscheinen auch in der New York Times, im New York Magazine, bei The Wrap, im Moving Pictures Magazine, im Filmmaker-Magazin, bei Moviemaker, im Heeb Magazin und in vielen anderen Medien.
Er ist Mitglied des New York Film Critics Circle, der National Society of Film Critics und auch FIPRESCI-Mitglied.
Im Jahr 2014 wurde er mit dem Media Legacy Award ausgezeichnet. Drei Jahre später fungierte er Rahmen der Internationalen Filmfestspielen von Cannes als Jury-Mitglied in der Nebensektion Semaine de la critique. Kohn lebt in New York.